# Daniel E. Sickles
Daniel Edgar Sickles (20 de Outubro, 1819 - 3 de Maio, 1914) foi um político dos Estados Unidos nomeado general da União durante a Guerra de Secessão. Sempre uma figura controvertida, hoje é lembrado principalmente pelo seu papel na Batalha de Gettysburg.
Nasceu na cidade de Nova Iorque. Formou se em direito na Universidade de Nova Iorque, mas logo optou por uma carreira política. Representou o seu estado natal no Senado nas legislatura de 1857 a 1861, atingindo notoriedade nacional em 1859, ao balear mortalmente o amante da sua mulher. Num julgamento leniente, tornou-se a primeira pessoa nos EUA a ser absolvida sob alegação de insanidade temporária. Mais do que com o assassinato, a opinião pública chocou-se com o então impensável perdão público que o político deu a sua jovem esposa.
Com o início da guerra, como em tantos casos similares, o governo federal recompensou o frutífero esforço de regrutamento empreendido por Sickless com uma patente militar. Em 29 de Novembro de 1861 tornou-se General de Brigada e comandante da chamada Brigada Excelsior, que ele mesmo ajudara a arregimentar. Combateu na Campanha da Península e em Antietam.  Não obstante a inexperiência, demonstrou qualidades que o fizeram a assumir o comando de divisão em Fredericksburg e posteriormente do III corpo do Exército de Potomac. Em todas as oportunidades exibiu extrema coragem sob o fogo inimigo. 
Em Chancellorsville, enviou dois terços de seus soldados a um precipitado ataque sobre as tropas de Stonewall Jackson, tomando a agressiva manobra de flanco dos confederados por retirada. A iniciativa deixou desguarnecido o flanco direito da União, contribuindo para o desastre que se seguiu.
Em Gettysburg, onde lhe coube defender o flanco esquerdo da União, um novo erro de avaliação. Insatifeito com o posição que lhe foi alocada, Sickles, em franca violação às ordens expĺícitas de George Meade e contra o conselho de diversos colegas de armas, avançou o III Corpo para tomar um terreno mais elevado a sua frente, que julgava ser uma potencial plataforma de artilharia rebelde contra suas tropas. Mas com isso criou um saliente na linha de defesa federal que podia ser atacado por três lados, deixou suas próprias linhas longas demais para o número de soldados que tinha e criou um vão entre o II e o III corpo, que poderia ser explorado pelos atacantes. Deixou desguarnecida também a estratégica colina de Little Round Top, que acabou sendo salva para União por iniciativa do Gal. Brig. Gouverneur Warren.
Tal como antecipado pelo Meade, a posição não podia ser defendida e no segundo dia da batalha caiu sob os ataques das tropas de James Longstreet, ao preço de muitas vidas de ambos os lados.  Partes do saliente, como Devil's Den, Peach Orchard (pomar de pessegos, pertencente a família Sherfy) e Wheatfield (campo de trigo, propriedade da família Rose), ficaram na história em função da terrivel carnificina da qual foram palco. O III corpo foi virtualmente destruido. O próprio Sickles foi gravemente ferido. Sua perna direita foi amputada, efetivamente terminando a sua carreira como comandante de tropas em campanha. 
Após a recuperação, Sickles recebeu do Presidente Lincoln a missão de acompanhar os efeitos da abolição e da reconstrução nos estados do sul reconquistados pela Uniâo. No pós-guerra, conduziu uma missão diplomática na Colômbia e foi governador militar da Carolina do Sul.  Foi reformado em 1869 como Major General. Serviu mais um mandato no Congresso, de 1893 a 1895. Atuou como ministro plenipotenciário na Espanha e como presidente do conselho da New York State Monuments Commission, cargo do qual foi removido em 1912 sob acusação de peculato.  
Abandonado pela família e com saúde mental prejudicada, morreu na sua residência em Nova Iorque, em 1914, sendo enterrado no Cemitério Nacional de Arlington.